# Günter de Bruyn

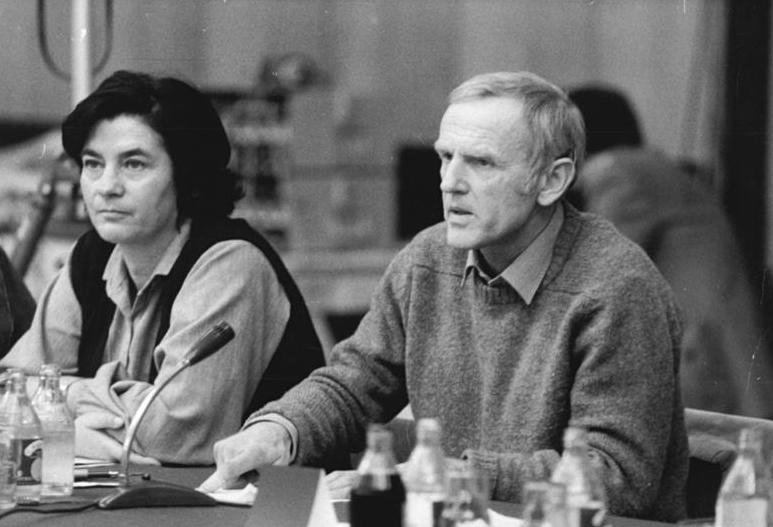
Günter de Bruyn junto a Christa Wolf en el año 1981.

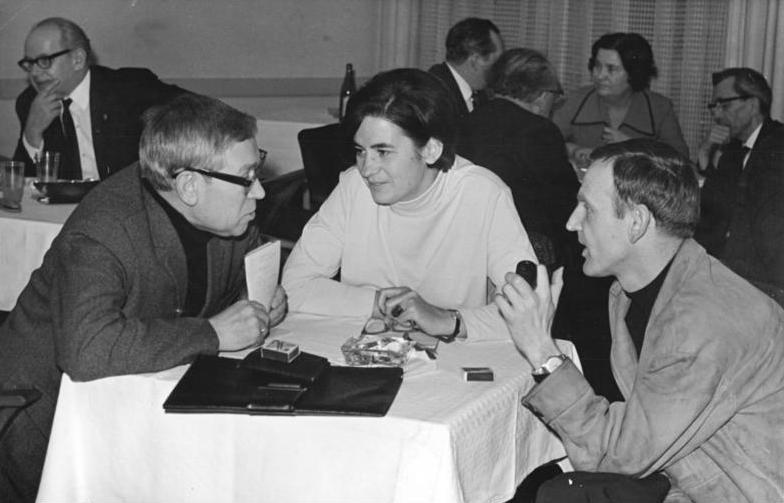
Günter de Bruyn junto a Christa Wolf y Karl Neumann en el año 1967.

Günter de Bruyn (Berlín, 1 de noviembre de 1926-Bad Saarow, 4 de octubre de 2020) fue un escritor alemán.

## Vida
Fue el más pequeño de cuatro hermanos. Pasó su infancia en Britz, y entre los años 1943 y 1945 fue Luftwaffenhelfer y soldado en Checoslovaquia durante la Segunda Guerra Mundial. Fue prisionero de guerra de los Estados Unidos; después de ser excarcelado y de su estancia en un hospital militar a causa de una herida en la cabeza encontró trabajo como campesino en Hesse. Después de su regreso a Berlín en 1946 se formó como Neulehrer. Hasta 1949 trabajó como maestro en Garlitz (Distrito de Havelland).
Entre 1949 y 1953 aprobó un curso de bibliotecario. Después trabajó hasta 1962 en el Zentralinstitut für Bibliothekswesen en Berlín Este. En esa época también impartía clases en la universidad y publicaba trabajos de biblioteconomía.
Desde 1961 empezó a trabajar como escritor independiente. Entre 1965 y 1978 fue miembro de la Deutscher Schriftstellerverband, y entre 1974 y 1982 miembro de la presidencia del PEN Club Internacional de la República Democrática de Alemania (RDA). En el congreso de escritores de la RDA en el año 1981 realizó una crítica a la política del país. En octubre de 1989 rechazó el Nationalpreis der DDR debido a la «rigidez, intolerancia y falta de capacidad para el diálogo» del gobierno.
Es miembro del PEN Club Internacional de Alemania. Uno de sus hijos es el escritor y director de museo Wolfgang de Bruyn. Reside en Berlín y en Görsdorf.

## Creación artística
Su obra consta de novelas y relatos realistas con tintes autobiográficos, donde realiza una crítica de la vida privada de los intelectuales de la RDA, junto con ensayos de temática histórica y literaria que se centran sobre todo en la historia de Prusia.
Es el editor de una colección de autores de los siglos XVIII y XIX de título Märkischer Dichtergarten. Alcanzó un gran éxito en la década de 1990 con los dos volúmenes de su autobiografía: Zwischenbilanz y 40 Jahre.

## Premios
- 1964 Premio Heinrich Mann[5]
- 1981 Premio Lion Feuchtwanger
- 1989 Nationalpreis der DDR (rechazado)
- 1990 Premio Thomas Mann
- 1990 Premio Heinrich Böll
- 1990 Miembro de la Academia Alemana de la Lengua y la Poesía
- 1991 Doctor honoris causa por la Universidad de Friburgo
- 1993 Großer Literaturpreis der Bayerischen Akademie der Schönen Künste
- 1994 Orden del Mérito de la República Federal de Alemania
- 1996 Literaturpreis der Konrad-Adenauer-Stiftung
- 1996 Brandenburgischer Literaturpreis
- 1997 Premio Jean Paul
- 1999 Doctor honoris causa por la Universidad Humboldt de Berlín
- 1999 Fontane-Preis der Stadt Neuruppin
- 2000 Ernst-Robert-Curtius-Preis für Essayistik
- 2000 Friedrich-Schiedel-Literaturpreis
- 2002 Deutscher Nationalpreis
- 2005 Verdienstorden des Landes Brandenburg
- 2006 Kulturpreis Deutsche Sprache
- 2007 Gleim-Literaturpreis
- 2007 Premio Hanns Martin Schleyer
- 2008 Premio Hoffmann von Fallersleben
- 2009 Premio Max Herrmann
- 2011 Premio Johann Heinrich Merck

## Obra
- Über die Arbeit in Freihandbibliotheken (1957)
- Hochzeit in Weltzow (1960)
- Wiedersehen an der Spree (1960)
- Einführung in die Systematik für allgemeinbildende Bibliotheken (1961)
- Der Hohlweg (1963)
- Ein schwarzer, abgrundtiefer See (1963)
- Maskeraden (1966)
- Buridans Esel (1968)
- Preisverleihung (1972)
- Der Holzweg (1974)
- Tristan und Isolde (1975)
- Geschlechtertausch (1975)
- Das Leben des Jean Paul Friedrich Richter (1975)
- Märkische Forschungen (1978)
- Im Querschnitt (1979)
- Babylon (1980)
- Neue Herrlichkeit (1984)
- Lesefreuden (1986)
- Frauendienst (1986)
- Brandenburg (1991)
- Im Spreeland (1991)
- Jubelschreie, Trauergesänge (1991)
- Zwischenbilanz: Eine Jugend in Berlin (1992)
- Mein Brandenburg (1993)
- Das erzählte Ich (1995)
- Was ich noch schreiben will (1995)
- Irritation und Verstehen (1995)
- Vierzig Jahre: Ein Lebensbericht (1996)
- Altersbetrachtungen über den alten Fontane (1999)
- Die Finckensteins. eine Familie im Dienste Preussens (1999)
- Deutsche Zustände (1999)
- Preußens Luise. Vom Entstehen und Vergehen einer Legende (2001)
- Unzeitgemäßes (2001)
- Unter den Linden, Geschichten um eine Straße (2003)
- Abseits. Liebeserklärung an eine Landschaft (2005)
- Als Poesie gut. Schicksale aus Berlins Kunstepoche 1786 bis 1807 (2006)
- Die Zeit der schweren Not: Schicksale aus dem Kulturleben Berlins 1807 bis 1815 (2010)
- Gräfin Elisa. Eine Lebens- und Liebesgeschichte (2012)
- Kossenblatt. Das vergessene Königsschloss (2014)

### Editor
- Das Lästerkabinett (1970)
- Jean Paul: Leben des Quintus Fixlein (1976)
- Theodor Gottlieb von Hippel: Über die Ehe (1979)
- Friedrich de la Motte Fouqué: Ritter und Geister (1980)
- Friedrich Wilhelm August Schmidt: Einfalt und Natur (1981)
- Christoph Friedrich Nicolai: Vertraute Briefe von Adelheid B. an ihre Freundin Julie S. Freuden des jungen Werthers (1982)
- Ludwig Tieck: Die männliche Mutter und andere Liebes-,Lebens-, Spott- und Schauergeschichten (1983)
- Rahel Levin: Rahels erste Liebe (1985)
- Ernst Theodor Amadeus Hoffmann: Gespenster in der Friedrichstadt (1986)
- Theodor Fontane: Die schönsten Wanderungen durch die Mark Brandenburg (1988)
- Friedrich August Ludwig von der Marwitz: Nachrichten aus meinem Leben (1989)
- Friedrichshagen und seine Dichter. Arkadien in Preußen (1992)
- Moritz Heimann: Die Mark, wo sie am märkischsten ist (1996)

### Adaptaciones cinematográficas
- 1978: Hochzeit in Weltzow
- 1980: Glück im Hinterhaus
- 1981: Märkische Forschungen

### Audiolibros
- Zwischenbilanz: Eine Jugend in Berlin (1996)
- Preussens Luise (2005)

### Producciones para radio
- Zwischenbilanz: Eine Jugend in Berlin (1996)
- Neue Herrlichkeit (2006)
- Vierzig Jahre: Ein Lebensbericht (2011)